# 梅基德斯·阿贝贝
梅基德斯·阿贝贝（Mekides Abebe，2001年7月29日—），埃塞俄比亚女子田径运动员，2018年夏季青年奥运会女子2000米障碍赛银牌得主、2019年非洲运动会女子3000米障碍赛金牌得主、2022年世界田径锦标赛女子3000米障碍赛铜牌得主。